# Charles Lamoureux

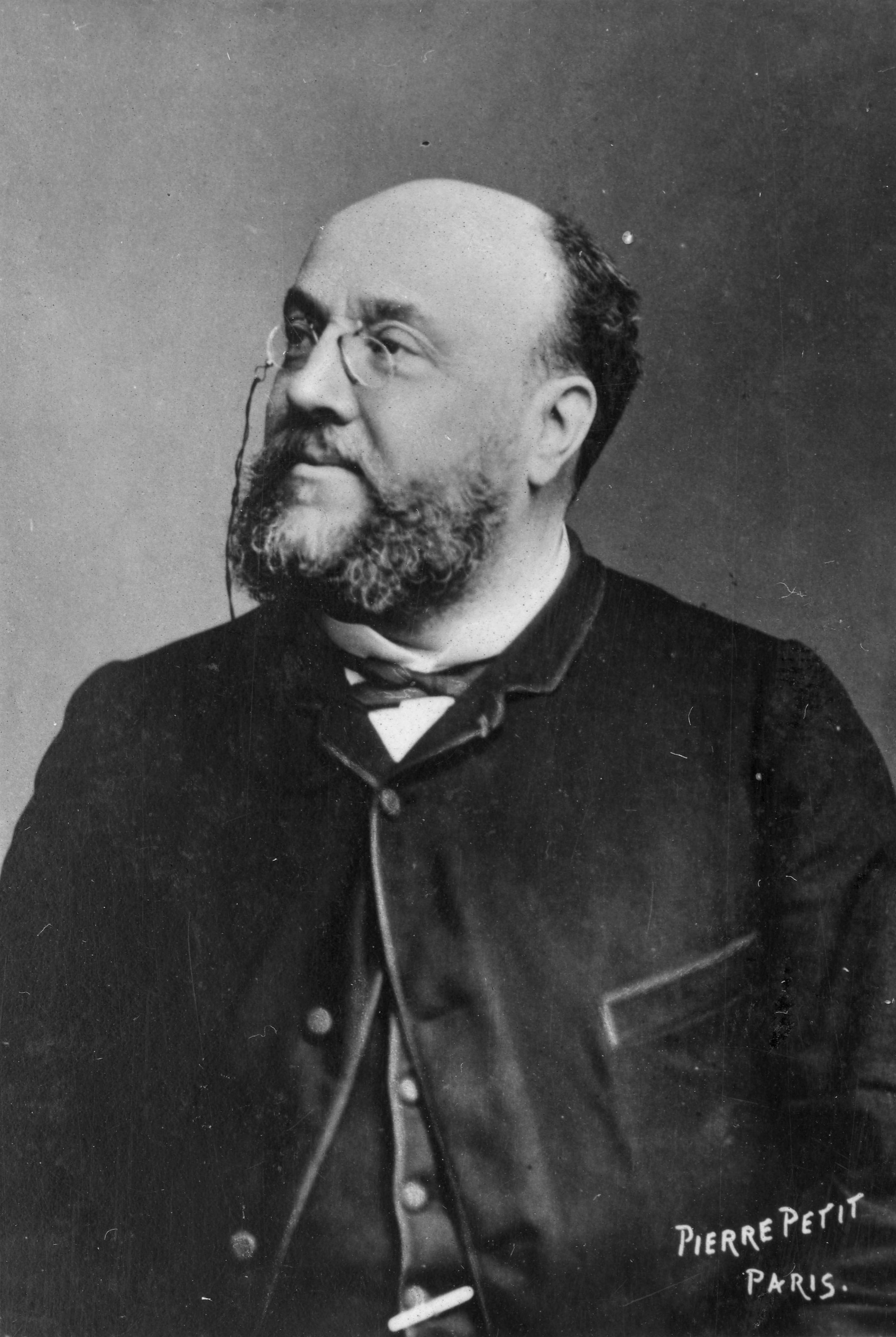
Charles Lamoureux

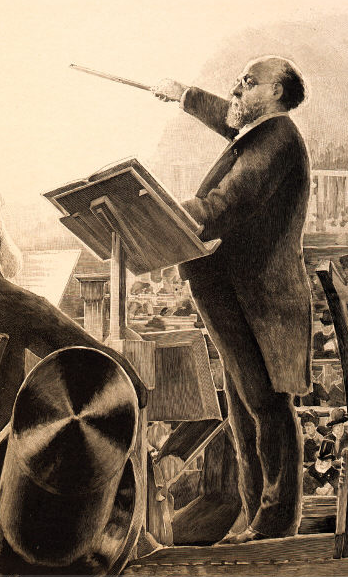
Charles Lamoureux, dirigerend vanaf de bok

Charles Lamoureux (Bordeaux, 28 september 1834 - Parijs, 21 december 1899) was een Frans dirigent en violist.

## Leven
Lamoureux werd geboren in Bordeaux, waar zijn vader was eigenaar was van een café. Hij studeerde viool bij Narcisse Girard aan het Conservatoire national supérieur de musique in Parijs. Hij behaalde Premier prix in 1854. Hij werd vervolgens aangesteld als violist bij het orkest van de Opera van Parijs en later bij de het Orchestre de la Société des Concerts du Conservatoire. In 1860 was hij medeoprichter van de Séances Populaires de Musique de Chambre en in 1872 richtte hij een strijkkwartet op waaruit uiteindelijk een kamerorkest zou groeien.
Na een reis naar Engeland waar hij had geholpen bij een Händel-festival, vatte hij het idee op om in Parijs ook iets dergelijks te proberen. Omdat hij door zijn huwelijk rijk man was geworden, besloot hij om zelf concerten te organiseren, wat leidde tot de oprichting van de Société Française de l'Harmonie Sacrée. In 1873 leidde Lamoureux de première in Parijs van Händels Messiah. Hij voerde ook Bachs Matthäus Passion, Händels Judas Maccabaeus, Gounod's Gallia en Massenet's Eva uit. Omdat de fondsen terugliepen, ging Lamoureux in dienst bij de Opéra-Comique (1876) en de Opera (1877-1879). Zijn dienstverbanden waren echter van korte duur, vanwege Lamoureux' neiging om ruzie te maken over hun producties.
Lamoureux regelde vervolgens een contract met het Theâtre du Château d'Eau om wekelijks symfonische concerten geven. De Société des Nouveaux-Concerts (later de zogenaamde Concerts Lamoureux) werd gedirigeerd door Lamoureux van 1881 tot 1897, toen hij werd opgevolgd door Camille Chevillard, zijn schoonzoon. Deze concerten hebben in belangrijke mate bijgedragen aan het populariseren van Wagners muziek in Parijs.
Lamoureux was onvermoeibaar in het bepleiten van Wagners muziek. Terwijl hij in 1887 de Franse première leidde van Wagners Lohengrin in het Éden-Théâtre, demonstreerden de chauvinisten buiten omdat ze de uitvoering onpatriottisch vonden. Ondanks deze tegenslag werd het werk twee jaar later hernomen bij de Opera, waar Lamoureux nu muzikaal directeur was geworden.
Lamoureux maakte in 1893 een tournee naar Rusland. Hij bezocht Londen verschillende malen, waarbij hij succesvolle concerten gaf met zijn orkest in de Queen's Hall. Tijdens een concert deelde hij het podium met Sir Henry Wood en diens eigen orkest.
Lamoureux stierf in Parijs in december 1899. Tristan und Isolde werd eindelijk opgevoerd in Parijs, op zijn initiatief en onder zijn leiding. Na een van de uitvoeringen werd hij ziek en bezweek hij in een paar dagen, terwijl hij wist dat zijn inspanningen voor Tristan niet voor niets waren geweest.
- Biblioteca Nacional de España: XX4683716
- Bibliothèque nationale de France: cb14429321s (data)
- Gemeinsame Normdatei: 116662344
- International Standard Name Identifier: 0000 0001 1556 2039
- Library of Congress Control Number: no2015151992
- Base Léonore: LH//1462/63
- MusicBrainz: 950093d4-c567-454d-b7a9-49a638bb4a73
- Nederlandse Thesaurus van Auteursnamen: 070105073
- SNAC: w6k365pf
- Système universitaire de documentation: 081233612
- Virtual International Authority File: 5149383
- WorldCat: E39PBJt8hF7xhFFkWvr76H86Kd